# فيل رادفورد
فيليب ديفيد رادفورد (بالإنجليزية: Phil Radford)‏ (من مواليد 2 يناير 1976) هو عضو مجموعة ضغط زعيم ناشط في مجال البيئة والطاقة النظيفة والديمقراطية الأمريكية، وأصغر من شغل منصب المدير التنفيذي لمنظمة السلام الأخضر. وهو مؤسس ورئيس شركة بروغرسيف بور لاب، وهي منظمة تحتضن الشركات والمؤسسات غير الربحية التي تبني قدرات المنظمات التقدمية، بما في ذلك الصندوق التقدمي المضاعف واستقطاب العضوية. رادفورد هو مؤسس مشارك لمبادرة الديمقراطية، وكان مؤسسًا ومديرًا تنفيذيًا لمؤسسة تحويل الطاقة، وعضو مجلس إدارة مؤسسة ميرتز جيلمور. ولديه خلفية في تنظيم القاعدة الشعبية والمسؤولية الاجتماعية للشركات والتغيّر المناخي والطاقة النظيفة. يعيش رادفورد في واشنطن العاصمة مع زوجته إيلين.
تحوّلت نظرية التغيير في رادفورد من النظر إلى الحكومات كمحكّمين بين المصالح العامة والخاصة في القضايا البيئية، إلى اكتشاف أن معظم الحكومات تستحوذ على الصناعة. بدلاً من النضال أولاً من أجل قوانين جديدة، والتي يمكن أن تحظرها المصانع، ركّز فيليب على الضغط على الشركات الكبيرة لتغيير ممارساتها وأشركهم كحلفاء في الضغط من أجل توفير حماية بيئية منيعة. ومن الأمثلة على ذلك حملات منظمة السلام الأخضر التي أقنعت شركة أبل وشركات شبيهة بالتحوّل إلى مرافق الطاقة النظيفة 100%، كما عملت على إقناع جماعات الضغط والهيئات التنظيمية لجعل ذلك ممكنًا، بالإضافة إلى العمل على حماية كل من الغابات المطرية الإندونيسية وبحر بيرينغ الأخاديد. يدّعي رادفورد بأن تركيبة تهيئة مدافعين عن الصناعة و‹‹الضغط الخارجي›› الذي يركّز على الحكومة هي مفتاح تمرير قوانين جديدة لحماية البيئة. ومع ذلك، كان رادفورد أيضًا قياديًا قويًا يدعو الولايات المتحدة إلى تمرير إصلاح تمويل الحملات الانتخابية واحترام حقوق التصويت لجميع الأميركيين لتحويل السلطة في السياسة من الشركات إلى الشعب والوفاء ‹‹بوعد الديمقراطية الأمريكية››. يعتبر الكثيرون رادفورد أن المؤمن بالفلسفة المتعالية في العصر الحديث، لأنه يركز تركيزًا كبيرًا على الطبيعة والبيئة، وهو أحد مناصري الديمقراطية.

## النشأة
حصل رادفورد على الإجازة الجامعية من جامعة واشنطن في سانت لويس في عام 1998.

## نشاطه المبكر
بدأ رادفورد نشاطه البيئي كطالب في المرحلة الثانوية في كل من ثانويتي أوك بارك وريفر فوريست في قرية أوك بارك، إحدى ضواحي شيكاغو، إذ تطوّع في حملة العدالة البيئية لوقف بناء محارق القمامة في الجانب الغربي من شيكاغو بالقرب من منزل عائلته في أوك بارك.
وجاءت وظيفته الأولى كمنظّم للقاعدة الشعبية كمستقطب لأصوات الناخبين لفريق أبحاث المصلحة العامة (PIRG) في إلينوي. أثناء دراسته للعلوم السياسية وإدارة الأعمال في جامعة واشنطن في سانت لويس، أدار مكاتب الحملات واستقطاب الأصوات أثناء الصيف لصالح صندوق أبحاث المصلحة العامة للعملاء بما في ذلك حملة حقوق الإنسان، ولصالح فريق أبحاث المصلحة العامة في ميشيغن (PIRGIM)، وفريق أوهايو وللأبحاث المصلحة العامة، وعمل بدوام جزئي خلال الجامعة لنادي سييرا.
بعد التخرّج من الكلية عام 1998، أصبح رادفورد منظمًا رئيسيًا في غرين كوربس، الكلية الميدانية لتنظيم البيئة.

### المدير الميداني للتحرك لحماية طبقة الأوزون
من عام 1999 إلى عام 2001، كان رادفورد المدير الميداني للتحرّك لحماية طبقة الأوزون، وهي منظمة مكرّسة للعمل على مواجهة تهديدات الاحتباس الحراري واستنفاد الأوزون في الغلاف الجوي. خطّط رادفورد بصفته مديرًا ميدانيًا ونفّذ عددًا من الحملات الشعبية، بما في ذلك حملة جرت خلال الانتخابات التمهيدية الرئاسية لعام 2000، والتي كانت الدافع الأولي للسناتور جون ماكين ليكون الراعي لقانون رعاية المناخ.
كما أدار رادفورد التعبئة الجماهيرية لحملة مكافحة ظاهرة الاحتباس الحراري، والتي أسفرت عن إنهاء فورد وجنرال موتورز وتكساكو وشركات أخرى تمويلها تحالف المناخ العالمي (GCC) الذي نشر معلومات خاطئة عن ظاهرة الاحتباس الحراري. وفقًا لصحيفة نيويورك تايمز، كانت نتيجة الحملة ‹‹المؤشّر الأخير على الانقسامات داخل الصناعة الثقيلة حول كيفية الاستجابة للاحتباس الحراري››.

### مؤسس تحويل الطاقة
في عام 2001، أسّس رادفورد تحويل الطاقة، وهي منظمة غير حكومية مكرّسة لقيادة انطلاقات سوق الطاقة النظيفة وبناء القاعدة الشعبية لوقف الاحتباس الحراري.
بصفته المدير التنفيذي لمنظمة تحويل الطاقة، عمل رادفورد عن كثب مع مدن سان دييغو وشولا فيستا وبيركيلي في كاليفورنيا، بالإضافة إلى تسع بلديات أخرى، لتأمين الاستثمارات لتركيب أنظمة الطاقة الشمسية وتنفيذ تدابير كفاءة الطاقة في مباني البلدية. ساعد رادفورد أيضًا في إقناع سيتي جروب بتبني وسائل جديدة ومبتكرة لتمويل البنية التحتية للطاقة النظيفة لمنشآت طاقة الرياح والطاقة الشمسية مما وضعها في متناول للأمريكيين العاديين.

## قيادة منظمة السلام الأخضر الأمريكية
في عام 2009، وفي سن الـ 33 عاما، اختِير رادفورد كأصغر مدير تنفيذي لمنظمة السلام الأخضر. اشتُهِرت فترة إدارة رادفورد في منظمة السلام الأخضر بالولايات المتحدة الأمريكية بإقناع أكثر من 100 شركة بتغيير ممارساتها البيئية؛ والكشف عن التأثير المعادي للبيئة كوخ برازرز، لِتنال المنظمة شهرًة واسعة؛ كما ازداد صافي دخل المنظمة بنسبة 80٪؛ وأطلق تنظيم القاعدة الشعبية على مستوى المنظمة وتنميته تنمية واسعة لبرامج استقطاب الأصوات؛ والعمل كمؤسّس لمبادرة الديمقراطية، وهو تحالف وطني من النقابات الرئيسية والمجموعات البيئية والحقوق المدنية ومنظمات الإصلاح الحكومي التي تعمل على تسجيل المصوّتين العالميين بهدف الحصول على المال من خلال العمل السياسي، وإصلاح قوانين مجلس الشيوخ. في سبتمبر 2013، أعلن رادفورد أنه سيتنحّى في 30 أبريل 2014، عند إكماله للعام الخامس من خدمته كمدير تنفيذي.
أشار مراسل صحيفة نيويورك تايمز، أندرو ريفكين، إلى حملة السلام الأخضر خلال فترة ولاية رادفورد باسم ‹‹النشاط في أفضل حالاته››.
وصف الرئيس السابق والمدير التنفيذي للجمعية الوطنية للنهوض بالملوّنين (NAACP) والمؤسّس المشارك لمبادرة الديمقراطية مع رادفورد، بن جيلوس، رادفورد وهو على رأس منظمة السلام الأخضر بأنه ‹‹عظيم يبني حركة حديثة. لقد بنى تحالفات قوية ومتنوّعة لتعزيز الجهود من أجل البيئة وحقوق التصويت. خلال هذه العملية، أظهر أنه لا مثيل له في حشد الأشخاص العاديين لتمويل حركاتهم تمويلًا مباشرًا››. صرّح زعيم البيئة بيل ماكيبين: ‹‹خلال فترة ولاية رادفورد، ساعدت كانت منظمة السلام الأخضر تساعد حركة البيئة برمّتها على العودة إلى جذورها: محلية ومترابطة وقوية››.
شغَل رادفورد منصب مدير برنامج القواعد الشعبية للمنظمة قبل أن يصبح المدير التنفيذي لمنظمة السلام الأخضر في الولايات المتحدة الأمريكية. وبهذه الصفة، أدار ونمّى استقطاب المنظمة للأصوات في الشارع، كما أطلق وأدار عمليات استقطاب الأصوات من الباب إلى الباب وفريق تنظيم متصل بالإنترنت أم لا، وفريق التواصل الاجتماعي، وشبكة طلاب السلام الأخضر، وفصل السلام الأخضر الدراسي. في عهد رادفورد، نمت برامج استقطاب الأصوات في الشوارع ومن الباب إلى الباب لتشمل ما يقرب من 400 من المستقطبين في حوالي 20 مدينة في جميع أنحاء البلاد وكانت مسؤولة عن مضاعفة ميزانية المنظمة.

## تغيير سلوك الشركات

### تحالف المناخ العالمي
أدار رادفورد الجهود الشعبية لحملة وطنية لسحب الاستثمارات / عدم الاستثمار، والتي أجبرت فورد وجنرال موتورز وتكساكو وشركات أخرى على التوقّف عن تمويل التحالف العالمي للمناخ، الذي نشر معلومات خاطئة عن ظاهرة الاحتباس الحراري. بعد ذلك بوقت قصير، أنهى متحالف المناخ العالمي عملياته. وصف الصحفي روس جيلبسبان الحائز على جائزة بوليتزر، انشقاقات الصناعة بأنها ‹‹ضربة قاضية›› من التحالف العالمي للمناخ.

### سيتيغروب
في عام 2001، أثناء إدارة مؤسسة تحويل الطاقة، أطلق رادفورد حملة لدفع سيتيبانك لتقديم وتشجيع قروض كفاءة استخدام الطاقة (EEMs). وتحدث رادفورد عن سيتي قائلًا: ‹‹كانت تفقد الفرصة للمساعدة في وقف ظاهرة الاحتباس الحراري من خلال التخلص التدريجي من استثمارات الوقود الأحفوري وتشجيع استخدام الطاقة النظيفة الآن››. ‹‹المفارقة هي أنه إذا موّلت سيتي تزويد الطاقة الشمسية لمنازل الناس، كان من الممكن توفير الطاقة الشمسية للجميع على الفور لملايين الأمريكيين اليوم". في عام 2004، وافقت سيتيغروب على تقديم وتشجيع قروض كفاءة استخدام الطاقة للرياح السكنية، وكفاءة الطاقة، ومنشآت الطاقة الشمسية التي من شأنها أن إتاحة الطاقة النظيفة في متناول ملايين الأميركيين.